# Station Molsheim
Station Molsheim is een spoorwegstation in de Franse gemeente Molsheim.

## Treindienst
| Serie      | Treinsoort | Route                                                                           | Bijzonderheden |
| ---------- | ---------- | ------------------------------------------------------------------------------- | -------------- |
| TER 830800 | TER (SNCF) | Strasbourg-Ville – Entzheim-Aéroport – Molsheim – Mutzig                        |                |
| TER 831700 | TER (SNCF) | Strasbourg-Ville – Entzheim-Aéroport – Molsheim – Obernai – Barr – Sélestat     |                |
| TER 831800 | TER (SNCF) | Strasbourg-Ville – Entzheim-Aéroport – Molsheim – Rothau – Saint-Dié-des-Vosges |                |